# Gallegos de Solmirón
Gallegos de Solmirón is een gemeente in de Spaanse provincie Salamanca in de regio Castilië en León met een oppervlakte van 30,82 km². Gallegos de Solmirón telt 131 inwoners (1 januari 2016).

## Demografische ontwikkeling
Bron: INE, 1857-2011: volkstellingen